# Antonio Bueno (pintor)
Antonio Bueno (Berlín, 21 de julio de 1918-Fiesole, 26 de septiembre de 1984) fue un pintor de origen español nacionalizado italiano en 1970. Su padre fue corresponsal del periódico ABC en Berlín.

## Vida y carrera
Bueno cursó estudios en España y Suiza. En 1938 exhibió su obra públicamente por primera vez en París en el Salon des Jeunes y en 1940 se mudó a Italia con su hermano Javier. Después de una etapa post impresionista inmediatamente después de la Segunda Guerra Mundial se unió a la escuela del artista amenio Gregorio Sciltian trabajando en la técnica del trampantojo. Con Pietro Annigoni y su hermano, Bueno formó parte del grupo de los llamados Pittori moderni della Realtà (Pintores modernos de la Realidad). Fue un experimentador incansable que llevó a cabo aproximaciones a numerosos géneros: pintura abstracta entre 1950 y 1953, mientras trabajó como secretario en la revista Numero; neometafísica con su serie de pipas de fumar entre 1953 y 1957; verismo; materiologismo como seguidor de Informale entre 1960 y 1962; signalética y pop a mediados de los 60; y neodadá y pintura visual.
Su última exposición tuvo lugar en 1984 en la Biennale de Venecia unos pocos meses antes de su muerte cuando estaba ya gravemente enfermo. La exhibición consistió en una serie de obras que fueron ampliamente aclamadas y que representaron la cumbre de toda su producción.